# Test for Echo
Albums de Rush
Counterparts
(1993) Retrospective I (1974-1980)
(1997)
Test for Echo est le seizième album studio du groupe de rock canadien Rush sorti le 10 septembre 1996.

## Liste des titres
| No  | Titre                | Durée |
| --- | -------------------- | ----- |
| 1.  | Test for Echo        | 5:55  |
| 2.  | Driven               | 4:27  |
| 3.  | Half The World       | 3:42  |
| 4.  | The Color Of Right   | 4:48  |
| 5.  | Time and Motion      | 5:01  |
| 6.  | Totem                | 4:58  |
| 7.  | Dog Years            | 4:55  |
| 8.  | Virtuality           | 5:43  |
| 9.  | Resist               | 4:23  |
| 10. | Limbo                | 5:29  |
| 11. | Carve Away the Stone | 4:07  |

## Personnel
- Geddy Lee : Chant, basse, Moog Taurus, Synthétiseurs
- Alex Lifeson : Guitares, Mandola
- Neil Peart : Batterie, percussions, Dulcimer